# Solitude Stadium
El Solitude Stadium es un estadio de fútbol situado en la ciudad de Belfast, Irlanda del Norte, Reino Unido. Es el estadio del club más antiguo de Irlanda el Cliftonville Football Club y el estadio de fútbol más antiguo de Irlanda. El estadio tiene capacidad para 6.224 personas.
El estadio fue inaugurado en 1889 y ha sufrido varias renovaciones a lo largo del tiempo. En 2002, se construyó una nueva tribuna en un extremo del terreno para albergar a los aficionados visitantes, y en 2008, se completó una nueva tribuna detrás de la portería en el extremo este del terreno. En 2010 se instaló Césped sintético para reemplazar la superficie de césped natural.

## Historia
Solitude es el único estadio que queda de la temporada inaugural de la Liga Irlandesa en 1890. Ha sido sede de varias finales de la Copa de Irlanda del Norte, la última de ellas en 1970. Desde 1890 hasta 1910, el estadio funcionó como la sede de la Selección de fútbol de Irlanda, reemplazando al Ulster Cricket Ground en Ballynafeigh. El 3 de marzo de 1894, después de trece intentos, Irlanda, jugando en Solitude, logró por primera vez, evitar una derrota ante Inglaterra. El partido terminó 2-2, donde los locales remontaron una desventaja de dos goles. El campo fue reemplazado gradualmente como la casa de la Selección de Irlanda por Windsor Park y Dalymount Park.

## Gradas
La tribuna principal de Solitude, situada en el lado oeste del terreno, es solo para los seguidores de Cliftonville. Ahora es una estructura muy antigua, construida durante la década de 1950. Tiene dos niveles. El nivel inferior tiene terrazas y asientos, y el nivel superior tiene una combinación de asientos y bancos. Su capacidad es de más de 2.500 personas.
La tribuna original fue destruida en enero de 1949 cuando se produjo un incendio después de un empate por la Copa Irlandesa entre Linfield y Glentoran. El partido se llevó a cabo en Solitude ya que Windsor Park había estado cerrado durante un mes a raíz del infame empate del Linfield v Belfast Celtic en el Boxing Day de 1948, en el que surgieron serios desmanes entre la multitud.

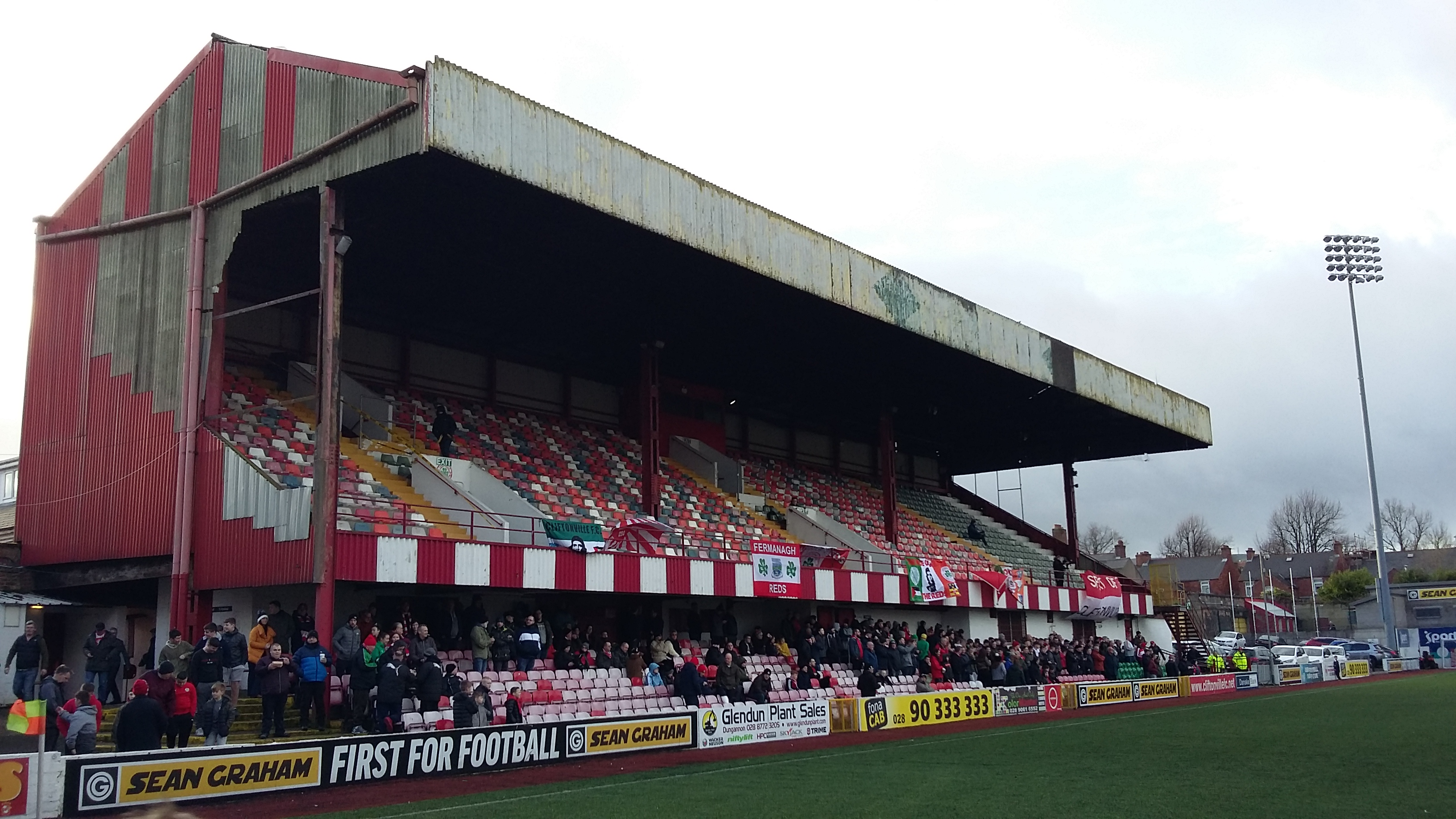
Tribuna principal
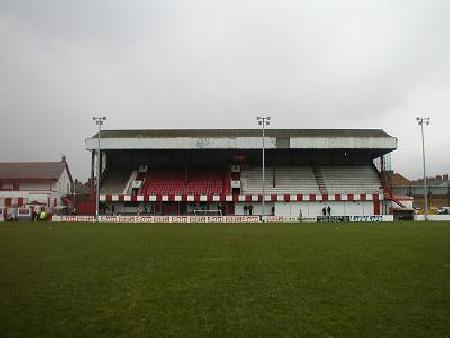